# Järvikäiset, Lappland
Järvikäiset är en sjö i Kiruna kommun i Lappland och ingår i Torneälvens huvudavrinningsområde.